# Hoop takraw
Hoop Takraw, também chamado de Basquetebol tailandês, é um esporte originário da Ásia, derivado do Sepaktakraw. Esteve representada nos Jogos Asiáticos em Recinto Coberto (JARC) de Macau, em 2007.